# Geomorphometrie
Die Geomorphometrie beschäftigt sich mit der quantitativen Beschreibung und Analyse der Erdoberfläche und ist ein Teilgebiet der Geomorphologie. Dabei gehören Neigung, Exposition und Kurvatur (Krümmung) des Geländes zu den Informationen, die am häufigsten aus Geländemodellen extrahiert und in verschiedensten Anwendungen, z. B. zur Kartierung von Böden, Landnutzung usw., eingesetzt werden.

„Die feste Erdkruste zeigt einen großen
Reichtum der verschiedensten Oberflächenformen,
welche zwischen der jäh aufragenden
Bergzinne und dem vielgewundenen Thal
eine überwältigende Mannigfaltigkeit einzelner
Typen aufweisen, [und] durch ihre
Vergesellschaftung den landschaftlichen
Charakter ausgedehnter Gebiete bestimmen […]“

## Geschichte
Die moderne Geomorphometrie begann sich mit den Entdeckungen von Barnabé Brisson (1777–1828), Carl Gauß (1777–1855) und Alexander von Humboldt (1769–1859) zu entwickeln. Nach der Entwicklung des digitalen Computers (Mitte-Ende des 20. Jahrhunderts) konnte die Geomorphometrie zunehmend praktisch ausgeübt werden. Sie entwickelte sich aus einer Mischung von Mathematik und Informatik.

## Vorgehensweise
Das grundlegende Verfahren der Geomorphometrie wird üblicherweise in fünf Stufen eingeteilt:
1. Abtasten der Landoberfläche (Höhenmessung)
2. Erstellen eines Oberflächenmodells aus den abgetasteten Höhen
3. Beheben von Fehlern im Oberflächenmodell
4. Ableitung von Landoberflächenparametern und Objekten
5. Anwendungen der resultierenden Parameter und Objekte[3]